# Llista de Creus de Sant Jordi/2006/Entitats

#### Entitats
Informació actualitzada per un bot. Els canvis manuals es perdran quan s'actualitzi!
| Entitat                                                              | Wikidata  | Descripció                            | Imatge |
| -------------------------------------------------------------------- | --------- | ------------------------------------- | ------ |
| Maternitat d'Elna                                                    | Q3298467  | museu d'Elna, Rosselló                |        |
| Agrupació Fotogràfica de Catalunya                                   | Q11481986 | entitat fotogràfica catalana          |        |
| Associació Catalana de la Premsa Comarcal                            | Q11906964 |                                       |        |
| Associació de Familiars de Represaliats pel Franquisme               | Q11907019 | entitat de memòria històrica          |        |
| Associació per a la recuperació de la memòria històrica de Catalunya | Q11907031 |                                       |        |
| Circ Raluy                                                           | Q11913897 | companyia de circ fundada a Catalunya |        |
| Col·legi d'Advocats de Sabadell                                      | Q11914781 |                                       |        |
| Institut d'Estudis Vallencs                                          | Q11926737 | entitat cultural no lucrativa         |        |
| Associació d'Actors i Directors Professionals de Catalunya           | Q16171909 |                                       |        |
| Cambra de Comerç de Manresa                                          | Q16183548 | cambra de comerç                      |        |
| Centre Catòlic de Blanes                                             | Q16188408 |                                       |        |
| Institut de l'Empresa Familiar                                       | Q17606831 |                                       |        |
| Xiquets de Reus                                                      | Q18697035 |                                       |        |
| Col·legi Oficial de Veterinaris de Lleida                            | Q20100426 |                                       |        |